# Championnat d'Amérique du Nord de rugby à sept
Le championnat d'Amérique du Nord de rugby à sept (ou Rugby Amricas North sevens abrégé RAN 7s) est une compéitition annuelle de rugby à sept organisée par Rugby Americas North où s'affrontent les équipes d'Amérique du Nord. La compétition permet de se qualifier pour les principales compétitions de rugby à sept, coupe du monde, le tournoi de qualification de Hong Kong et aux Jeux olympiques.

## Historique
La compétition est créée en 2004 par l'organe de World Rugby responsable du développement du rugby en Amérique du Nord, Rugby Americas North. La première édition est remportée par les États-Unis.
Par la suite, les États-Unis et le Canada, équipes permanentes du World Series, participent occasionnellement à la compétition, soit pour se qualifier pour un tournoi important (coupe du monde ou jeux olympiques), soit en envoyant l'équipe réserve.

## Palmarès
| Année | Lieu                             | Lieu    | Finales    | Finales | Finales           | Classements       | Classements       | Ref   |
| ----- | -------------------------------- | ------- | ---------- | ------- | ----------------- | ----------------- | ----------------- | ----- |
|       |                                  |         |            |         |                   |                   |                   |       |
|       | NAWIRA 7s                        | Équipes | Vainqueur  | Score   | Finaliste         | Troisième         | Quatrième         |       |
| 2004  | Georgetown Guyana                | 10      | États-Unis | 61–0    | Brésil            | Trinité-et-Tobago | Jamaïque          | [ 2 ] |
| 2005  | Bridgetown Barbade               | 12      | Jamaïque   | 22–0    | Trinité-et-Tobago | Guyana            | Mexique           | [ 3 ] |
| 2006  | Bridgetown Barbade               | 14      | Guyana     | 37–5    | Jamaïque          | Brésil            | États-Unis        | [ 4 ] |
| 2007  | Nassau Bahamas                   | 12      | Guyana     | 7–5     | Jamaïque          | Martinique        | Trinité-et-Tobago | [ 5 ] |
| 2008  | Nassau Bahamas                   | 9       | États-Unis | 21–12   | Canada            | Guyana            | Brésil            | [ 6 ] |
|       | NACRA 7s                         | Équipes | Vainqueur  | Score   | Finaliste         | Troisième         | Quatrième         |       |
| 2009  | Mexico Mexique                   | 13      | Guyana     | 12–10   | Trinité-et-Tobago | Bahamas           | Martinique        | [ 7 ] |
| 2010  | Georgetown Guyana                | 9       | Guyana     | 22–17   | Jamaïque          | Mexique           | Bahamas           |       |
| 2011  | Bridgetown Barbade               | 15      | Guyana     | 29–0    | Îles Caïmans      | Mexique           | Jamaïque          |       |
| 2012  | Ottawa Canada                    | 11      | Canada     | 26–19   | États-Unis        | Mexique           | Jamaïque          |       |
| 2013  | George Town Îles Caïmans         | 12      | Canada     | 27–5    | États-Unis        | Trinité-et-Tobago | Barbade           | [ 8 ] |
| 2014  | Mexico Mexique                   | 12      | Guyana     | 33–28   | Mexique           | Barbade           | Trinité-et-Tobago |       |
|       | RAN 7s                           | Équipes | Vainqueur  | Score   | Finaliste         | Troisième         | Quatrième         |       |
| 2015  | Cary, NC États-Unis              | 9       | États-Unis | 21–5    | Canada            | Mexique           | Îles Caïmans      |       |
| 2016  | Port-d'Espagne Trinité-et-Tobago | 14      | Canada     | 54–5    | Guyana            | Jamaïque          | Trinité-et-Tobago |       |
| 2017  | Mexico Mexique                   | 10      | Jamaïque   | 28–24   | Guyana            | Mexique           | Trinité-et-Tobago | [ 9 ] |
| 2018  | Saint James Barbade              | 14      | Jamaïque   | 22–17   | Guyana            | Brésil            | Mexique           |       |
| 2019  | George Town Îles Caïmans         | 8       | Canada     | 40-5    | Jamaïque          | Mexique           | Bermudes          |       |